# Internet Bird Collection
La Internet Bird Collection és una videoteca interactiva d'ocells, de lliure accés a Internet (IBC) creada pels Editors de l'enciclopèdia Handbook of the Birds of the World, entre ells Josep del Hoyo. A data de gener de 2009, gairebé el 60% d'espècies d'ocells hi tenen vídeos. A principis de 2009 va ser remodelada i ara inclous també fotografies i gravacions de so.